# José Luis Pomarón
José Luis Pomarón fue un fotógrafo, cineasta y pintor español del siglo XX.

## Biografía
Nacido en 1925 en el zaragozano barrio del Gancho, empezó sus pasos en la fotografía no profesional, haciendo paisajes y fotos de retratos. Sus primeros trabajos de estudio los realizó bajo la enseñanza de su maestro Jalón Ángel, además fue socio de la Real Sociedad Fotográfica de Zaragoza.
En 1951 abrió su propio estudio. 
A mediados de los años 50 empezó en el mundo de cine, llegando a convertirse en la figura del cine aragonés amateur de los años 50-70.
En 1987 fue nombrado hijo predilecto de la ciudad de Zaragoza, donde una calle lleva su nombre.

## Obra Cinematográfica

### Años 50
- 1954: Fe.
- 1955: Platero.
- 1955: Contrapunto.
- 1956: Hombre Dios.
- 1956:Deseo de cristal.
- 1957: Pif.
- 1959: El Rey.
- 1959:El corazón delator.

### Años 60
- 1960: Paralelas.
- 1960: Fluctuaciones.
- 1960: Canal Gris.
- 1960: Pesca en Cambrils.
- 1961: El pisador de sombras.
- 1961: El primer beso.
- 1961: Sic Semper.
- 1962: La conquista.
- 1962: La ceniza y la llama.

#### Cortometrajes Para Moncayo Films en 1962
- El Duero nace en Soria.
- Teruel, ciudad de los Amantes.
- Zaragoza; Balón de playa.
- 1963: Cualquiera tiempo pasado...(Para Moncayo Films)
- 1964: La batalla.
- 1965: Este mundo maravilloso.
- 1966: Goya y su trasmundo;
- 1966: El concurso.

### Años 70
- 1972: Éxtasis de María Marín.